# Pintea (nume de familie)
Pintea este un nume de familie românesc cu origini vechi și răspândire regională în Maramureș, Transilvania și zonele istorice locuite de români.

## Originea numelui
Numele de familie Pintea are o origine complexă și multietnică, formată în contextul plurilingvistic al Maramureșului și Transilvaniei.
Există mai multe ipoteze privind etimologia:
- Cea mai acceptată teorie derivă numele din cuvântul maghiar pintér, care înseamnă „dogar⁠(d)”.[1] Forma Pintér a fost adaptată fonetic în comunitățile românești sub variante precum Pintea sau Pântea.
- O altă ipoteză propune proveniența dintr-un diminutiv al numelui creștin Pantelimon, însă aceasta nu explică în mod satisfăcător prezența sa în rândul familiilor nobile, precum Cupșa-Pintea, atestate documentar în secolele XVI–XVII.
- Alte teorii, mai puțin susținute, indică posibile influențe latine (pingere – „a picta”) sau turcice.

Potrivit istoricului Ioan de Pușcariu, în lucrarea sa Date istorice privitoare la familiile nobile românești din Ardeal (1892), familia nobiliară Cupșa din Țara Chioarului folosea în secolul al XVII-lea forma dublă Cupșa-Pintea, indicând o poziție socială înaltă. În cazul lui Gheorghe Cupșa-Pintea, tatăl haiducului Grigore Pintea, este posibil ca adăugarea numelui Pintea să fi avut inițial sensul unui titlu profesional – dogar, meșter sau gospodar.
Fiul său, Grigore Pintea, cunoscut drept Pintea Viteazul, nu a mai folosit partea Cupșa în numele său, ceea ce poate indica o renunțare simbolică la statutul nobiliar în favoarea unei identități populare.

## Răspândire
Numele este întâlnit cu precădere în:
- România — în special în Maramureș, Suceava, Transilvania;
- Ucraina — în regiunile Transcarpatia (regiune istorică), Bucovina, Basarabia;
- Republica Moldova;
- comunități istorice românești din fostul URSS — inclusiv Siberia, Volga, Ural.

## Răspândirea din Maramureș spre Basarabia
Conform cercetărilor istorico-geografice și arhivistice, numele de familie Pintea s-a răspândit activ din regiunea Maramureș spre Basarabia în secolele al XVIII-lea și al XIX-lea.
Principalele cauze ale acestei mobilități au inclus:
- represiuni politice după înfrângerea răscoalelor curuților;
- presiuni religioase (uniatizarea) în Imperiul Habsburgic;
- politica de colonizare promovată de Imperiul Rus;
- oferirea de terenuri, scutiri și sprijin pentru ortodoxie în noile așezări.

### Valuri de migrație documentate
- 1703–1720 — refugii după moartea lui Pintea Viteazul și represiunile anti-curuțe;[3]
- 1768–1791 — migrații în contextul războaielor ruso-turce;
- 1812–1850 — colonizarea activă a Basarabiei după anexarea acesteia de către Imperiul Rus;
- după 1856 — migrație interregională în zona Prutului inferior și Dunării de Jos.

Prezența numelui Pintea este atestată în surse arhivistice și bisericești în localități precum Hust, Zăicani, Soroca, Orhei, Bender, Ismail, Broasca, Chilia și alte centre din sudul Moldovei și Basarabiei.